# Coalcomán de Vázquez Pallares
Coalcomán de Vázquez Pallares là một đô thị thuộc bang Michoacán, México. Năm 2005, dân số của đô thị này là 18156 người.